# عبد الرحمن بن عوف
عبد الرّحمن بن عوف الزهري القرشي (43 ق.هـ - 32 هـ / 580 - 656م)، هو أحد الصحابة العشرة المبشرين بالجنة، ومن السابقين الأولين إلى الإسلام، وأحد الثمانية الذين سبقوا بالإسلام، وأحد الستة أصحاب الشورى الذين اختارهم عمر بن الخطاب ليختاروا الخليفة من بعده. كان اسمه في الجاهلية عبد عمرو، وقيل عبد الكعبة، فسماه النبي عبد الرحمن.
وُلد عبد الرّحمن بن عوف بعد عام الفيل بعشر سنين، وكان إسلامه على يد أبي بكر الصديق، هاجر إلى الحبشة في الهجرة الأولى، ثم هاجر إلى المدينة، وشارك في جميع الغزوات في العصر النبوي، فشهد غزوة بدر وأحد والخندق وبيعة الرضوان، وأرسله النبي على سرية إلى دومة الجندل، وصلى النبي محمد وراءه في إحدى الغزوات، وكان عمر بن الخطاب يستشيره، وجعله عمر في الستة أصحاب الشورى الذين ذكرهم للخلافة بعده، وقال: «هم الذين توفي رسول الله ﷺ وهو عنهم راض.» توفى سنة 32 هـ، وصلى عليه عثمان بن عفان، وحمل في جنازته سعد بن أبي وقاص ودفن بالبقيع عن خمس وسبعين سنة.
كان عبد الرحمن تاجرًا ثريًا، وكان كريمًا، حيث تصدَّق في زمن النبي بنصف ماله والبالغ أربعة آلاف، ثم تصدق بأربعين ألفًا، واشترى خمسمائة فرس للجهاد، ثم اشترى خمسمائة راحلة، ولما حضرته الوفاة أوصى لكل رجل ممن بقي من أهل بدر بأربعمائة دينار، وأوصى لكل امرأة من أمهات المؤمنين بمبلغ كبير، وأعتق بعض مماليكه، وكان ميراثه مالًا جزيلًا.

## بداية حياته

### اسمه ونسبه

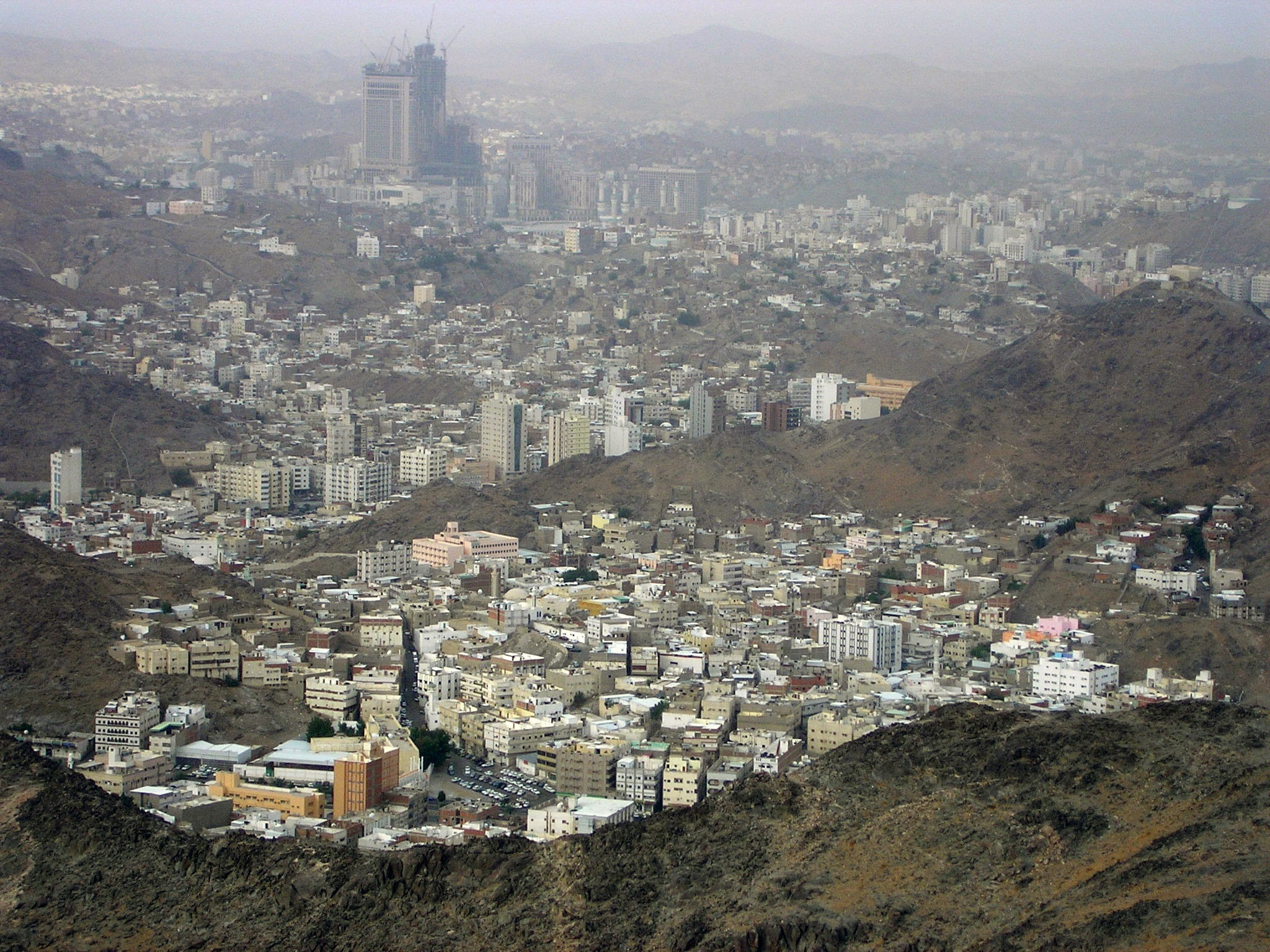
منظر كاشف لمكة من على متن جبل النور.

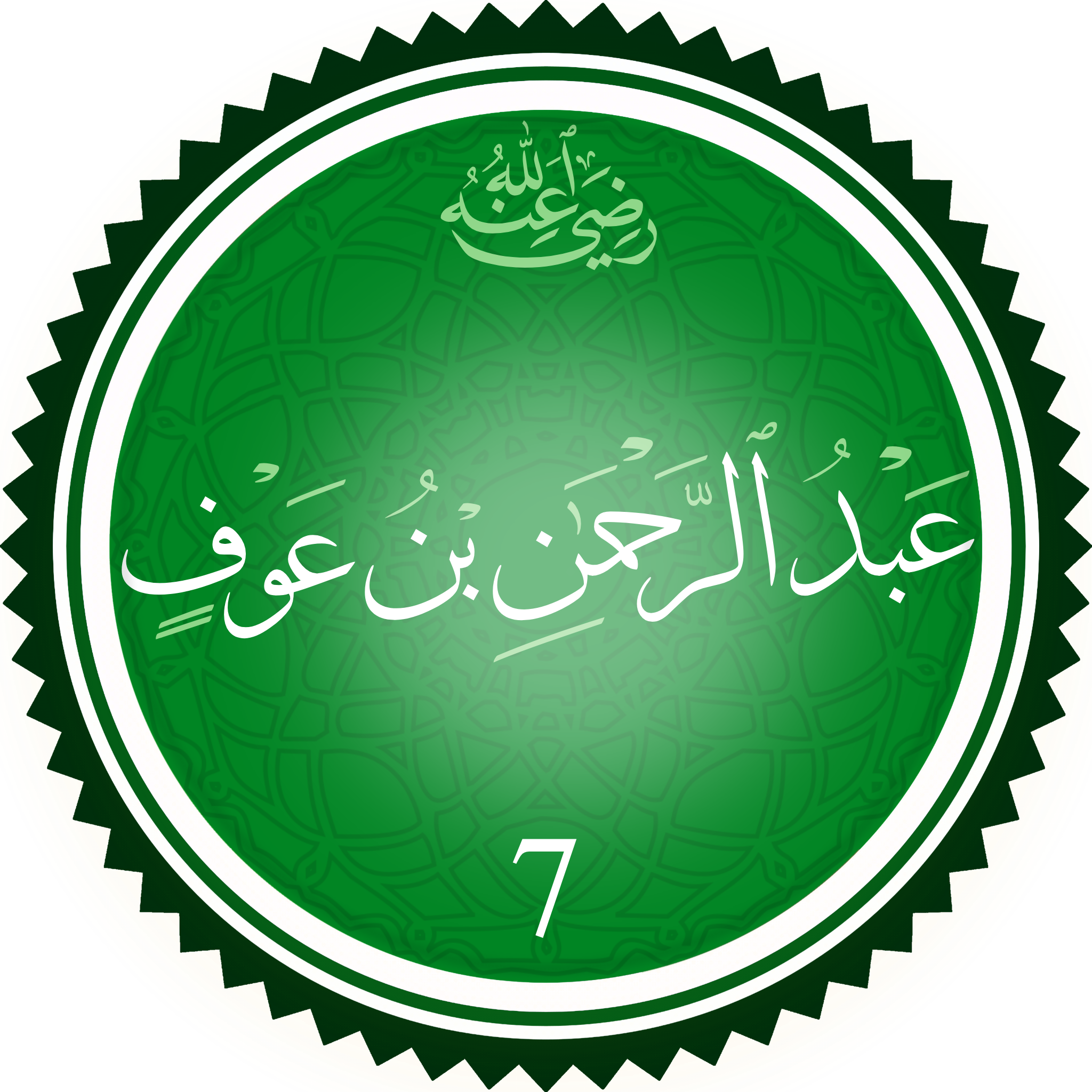
تخطيط لاسم عبد الرحمن بن عوف

- هو: عبد الرّحمن بن عوف بن عبد عوف بن عبد الحارث بن زهرة بن كلاب بن مرة بن كعب بن لؤي بن غالب[11] بن فهر بن مالك بن النضر بن كنانة بن خزيمة بن مدركة بن إلياس بن مضر بن نزار بن معد بن عدنان.[12]
- قُتِل أبوه عوَف بالغُمَيْصاء، قتله بنو جَذِيْمَة. ويجتمع نَسَب عبد الرحمن بن عوف مع نَسَب النبي في كِلاب بن مُرّة، وينسب إلى زُهْرة بن كِلاب، وبنو زهرة هم أخوال النبي، فيُقال: القُرَشيّ الزُّهْريّ.[13]
- أمه: الشفاء بنت عوف بن عبد بن الحارث بن زهرة بن كلاب[11] بن مرة بن كعب بن لؤي بن غالب بن فهر بن مالك بن النضر بن كنانة بن خزيمة بن مدركة بن إلياس بن مضر بن نزار بن معد بن عدنان.[12] أمها: سلمى بنت عامر بن بياضة بن سبيع بن جعثمة بن سعد بن مليح، أسلمت وبايعت وكانت من المهاجرات.[14]
- كان لعبد الرحمن إخوة:[15]
  - عبد الله بن عوف، من سروات قريش وابنه: طلحة بن عبد الله بن عوف، وله عقب بالمدينة.
  - الأسود بن عوف، وكانت له صحبة، هاجر قبل فتح مكة، وشهد معركة الجمل مع جيش عائشة بنت أبي بكر فقُتِل يومئذٍ، وله عقب منهم جابر بن الأسود بن عوف الذي عينه عبد الله بن الزبير واليًا على المدينة.[16]
  - عاتكة بنت عوف، أسلمت وبايعت مع أمها الشفاء، تزوجها مخرمة بن نوفل بن أهيب بن عبد مناف بن زهرة بن كلاب، فولدت له المسور وصفوان الأكبر والصلت الأكبر وأم صفوان.[17]
  - هالة بنت عوف، كانت تحت بلال بن رباح.[18]

### مولده وصفاته
وُلِد عبد الرحمن بن عوف في مكة بعد عام الفيل حوالي سنة 581م، فهو أصغر سِنًا من النبي بعشر سنين، وكان اسمه يوم مولده عبد عمرو، وقيل عبد الكعبة، وظل اسمه كذلك في الجاهلية، فلمَّا أسلم سماه النبي عبد الرحمن، وكان يُكنَّى أبا محمد. وكان عبد الرحمن بن عوف - كما تقول زوجته سهلة بنت عاصم - أبيض، أعين، أهدب الأشفار، أقنى، طويل النابين الأعليين، ربما أدمى نابه شفته، له جمة أسفل من أذنيه، أعنق، ضخم الكتفين. ويقول الواقدي: «كان عبد الرحمن رجلا طوالا، حسن الوجه، رقيق البشرة، فيه جنأ، أبيض، مشربا حمرة، لا يغير شيبه». ويقول ابن إسحاق: «كان ساقط الثنيتين، أهتم، أعسر، أعرج. كان أصيب يوم أحد فهتم، وجرح عشرين جراحة، بعضها في رجله، فعرج.»، ويُروى أن عبد الرحمن كان يُحَرِّم الخمر في الجاهلية.

## إسلامه
أسلم عبد الرحمن بن عوف قديمًا، حيث يُعد أحد الثمانية الذين سبقوا بالإسلام، وأَحد الخمسة الذين أَسلموا على يد أَبي بكر، فبعدما أسلم أبو بكر الصديق أخذ يدعو للإسلام، وكان ممن أسلم على يديه عبد الرحمن بن عوف، قال ابن إسحاق: «فَأَسْلَمَ عَلَى يَدَيْهِ - يعني أَبي بَكْرٍ - فِيمَا بَلَغَنِي: الزُّبَيْرُ بْنُ الْعَوَّامِ، وَعُثْمَانُ بْنُ عَفَّانَ، وَطَلْحَةُ بْنُ عُبَيْدِ اللَّهِ، وَسَعْدٌ، وَعَبْدُ الرَّحْمَنِ بْنُ عَوْفٍ، فَانْطَلَقُوا حَتَّى أَتَوْا رَسُولَ اللَّهِ ﷺ وَمَعَهُمْ أَبُو بَكْرٍ، فَعَرَضَ عَلَيْهِمُ الإِسْلامَ، وَقَرَأَ عَلَيْهِمُ الْقُرْآنَ، وَأَنْبَأَهُمْ بِحَقِّ الإِسْلامِ، وَبِمَا وَعَدَهُمُ اللَّهُ مِنَ الْكَرَامَةِ، فَآمَنُوا وَأَصْبَحُوا مُقِرِّينَ بِحَقِّ الإِسْلامِ، فَكَانَ هَؤُلاءِ النَّفَرُ الثَّمَانِيَةُ الَّذِينَ سَبَقُوا إِلَى الإِسْلامِ، فَصَلَّوْا وَصَدَّقُوا رَسُولَ اللَّهِ ﷺ وَآمَنُوا بِمَا جَاءَ مِنْ عِنْدِ اللَّهِ»

ومما يُروى أن من أسباب إسلامه مقابلته لعسكلان بن عواكن الحميري الذي كان يُبشر ببعثة النبي، فيقول:
| عبد الرحمن بن عوف | سافرت إلى اليمن قبل المبعث بسنة، فنزلت على عسكلان بن عواكن الحميري، وكان شيخًا كبيرًا قد أنسئ له في العمر حتى عاد كالفرخ، وهو يقول: إذا ما الشّيخ صمّ فلم يكلّموأودى سمعه إلّا يدايافذاك الدّاء ليس له دواءسوى الموت المنطّق بالرّزاياشهدت بنا مع الأملاك منّاوأدركت المواقف في القضايافبادوا أجمعين فصرت جلسًاصريعًا لا أبوح إلى الخلايا وكنت إذا قدمت نزلت عليه فلا يزال يسألني عن مكة وأحوالها، وهل ظهر فيها من خالف دينهم أو لا؟ حتى قدمت القدمة التي بعث النبيّ صلّى اللَّه عليه وآله وسلّم وأنا غائب فيها، فنزلت عليه فقعد وقد شد عصابة على عينيه، فقال لي: انتسب يا أخا قريش، فقلت: أنا عبد الرحمن بن عوف بن عبد عوف بن عبد الحارث بن زهرة، قال: حسبك. ألا أبشّرك ببشارة، وهي خير لك من التجارة؟ قلت: بلى، قال: أتيتك بالمعجبة وأبشرك بالمرغبة، إن اللَّه قد بعث في الشهر الأول من قومك نبيًا ارتضاه صفيّا، وأنزل عليه كتابًا وفيًا، ينهى عن الأصنام، ويدعو إلى الإسلام، يأمر بالحق ويفعله، وينهى عن الباطل ويبطله، وهو من بني هاشم، وإن قومك لأخواله، يا عبد الرحمن، وازره وصدّقه، وأحمل إليه هذه الأبيات: أشهد باللَّه ذي المعاليوفالق اللّيل والصّباحإنّك في السّرّ من قريشوابن المفدّى من الذّباحأرسلت تدعو إلى يقينترشد للحقّ والفلاحهدّ كرور السّنين ركنيعن مكرّ السّير والرّواحأشهد باللَّه ربّ موسىأنّك أرسلت بالبطاحفكن شفيعي إلى مليكيدعو البرايا إلى الصّلاح فقدمت فلقيت أبا بكر، وكان لي خليطًا، فأخبرته الخبر، فقال: هذا محمد بن عبد اللَّه قد بعثه اللَّه إلى خلقه رسولًا، فأته، فأتيته وهو في بيت خديجة فأخبرته، فقال: أما إن أخا حمير من خواصّ المؤمنين، وربّ مؤمن بي ولم يرني، ومصدّق بي وما شهدني، أولئك إخواني حقا. | عبد الرحمن بن عوف |

| «ما يستطيع أحد أن يعتد على هذا الشيخ فضلًا في الهجرتين جميعًا.» |
| — عثمان بن عفان متحدثًا عن عبد الرحمن بن عوف                   |

وكان المسلمون الأوائل يجتمعون مع النبي في دار الأرقم بن أبي الأرقم، وبقوا فيها شهرًا، حتى بلغوا ما يقارب أربعين رجلاً وامرأةً، فنزل الوحي يكلف الرسول بإعلان الدعوة والجهر بها. ثم هاجر عبد الرحمن الهجرة الأولى إلى الحبشة، إذ لما اشتد إيذاء قريش للمسلمين، دعاهم النبي للخروج إلى أرض الحبشة مادحًا ملكها أصحمة النجاشي بأنه مَلِكٌ لا يُظلَم عنده أحد، فهاجر عبد الرحمن مع مجموعة من المسلمين في رجب من العام الخامس بعد البعثة، وكانوا أحد عشر رجلًا وأربع نسوة، فخرجوا من مكة حتى وصلوا ساحل بحر القلزم (البحر الأحمر)، ثم أمَّروا عليهم عثمان بن مظعون، ووجدوا سفينتين، فركبوا مقابل نصف دينار لكل منهم، وعلمت قريش فأسرعت في تعقبهم إلى الساحل ولكنهم كانوا قد أبحروا، ولكن لم يلبثوا في الحبشة طويلًا، حيث عادوا إلى مكة بعد أن وصلتهم إشاعة أن أهل مكة أسلموا، فعاد عبد الرحمن إلى مكة، ولم يذكره المؤرخون فيمن هاجر مرة أخرى إلى الحبشة. ثم هاجر عبد الرحمن مع المسلمين إلى المدينة المنورة، ونزل في رجال من المهاجرين على سعد بن الربيع الأنصاري، وكان فقيرا لا شيء له.
ولمّا قدم النبي للمدينة، آخى بين المهاجرين والأنصار، فآخى بين عبد الرحمن بن عوف وسعد بن الربيع، فعرض عليه سعد أن يناصفه أهله وماله فقال: «إني أكثر الأنصار مالا فأقسم مالي نصفين ولي امرأتان فانظر أعجبهما إليك فسمها لي أطلقها فإذا انقضت عدتها فتزوجها»، فقال عبد الرحمن: «بارك الله لك في أهلك ومالك، دلني على السوق»، فدلوه على سوق بني قينقاع، فربح شيئًا من أقط وسمن، وتزوج امرأة من الأنصار، وجاء بعد أيام وعليه أثر صفرة، فقال له النبي: «مهيم يا عبد الرحمن» يسأله عن أخباره، فقال: «يا رسول الله تزوجت امرأة من الأنصار»، قال: «فما سقت فيها؟ (أي: ماذا كان مهرها؟)» فقال: «وزن نواة من ذهب»، فقال النبي: «أولِم ولو بشاة». فكان عبد الرحمن يقول: «فلقد رأيتُني ولو رفَعتُ حَجَرًا رجَوتُ أن أُصيبَ تحته ذَهَبًا أو فِضّة.»

## عبد الرحمن في العهد النبوي
شهد عبد الرّحمن بن عوف غزوة بدر وأحد والخندق وبيعة الرضوان وفتح مكة والمشاهد كلّها مع النبي، يقول سعيد بن جبير:«كان مقام أَبي بكر وعمر، وعثمان، وعلي، وطلحة، والزبير، وسعد، وعبد الرحمن بن عوف وسعيد بن زيد، كانوا أَمام رسول الله صَلَّى الله عليه وسلم في القتال ووراءَه في الصلاة»، كما كان عبد الرحمن ممن يُفتى على عَهْد النبي، وكان كثير الصدقات والنفقات على الجهاد في العهد النبوي، حيث تصدّق بشطر ماله، ثم تصدق بأربعين ألف دينار، ثم حمل على خمسمائة فرس في سبيل الله وخمسمائة راحلة، وكان أكثر ماله من التجارة وقيل: إنه أعتق في يوم واحد ثلاثين عبدًا.
ولمَّا شهد عبد الرحمن غزوة أحد كان ممن ثَبت حين ولى النّاس، وأُصيب عبد الرحمن في غزوة أحد فانكسرت مقدمة أسنانه، وجُرِح عشرين جراحة، بعضها في رجله، فكان فيه عرج بسبب ذلك. في شعبان عام 5 هـ؛ بعث النبي عبد الرحمن بن عوف على رأس سرية إلى دومة الجندل ليقاتل بني كلب بعدما فروا من المواجهة، وأمره أن يتزوج ابنة ملكهم إذا فتح الله عليه، فقال له: «هكذا فاعتم يا ابْن عوف اغد باسم اللَّه، فجاهد فِي سبيل اللَّه تقاتل من كفر بالله، إِذَا لقيت شرفا فكبر، وإذا ظهرت فهلل، وإذا هبطت فاحمد واستغفر، وأكثر من ذكري عسى أن يفتح بين يديك، فإن فتح عَلَى يديك فتزوج بنت ملكهم.»
فأخذ عبد الرحمن اللواء، سار عبد الرحمن بجيشه وكانوا 700 رجل حتى قدم دومة الجندل فمكث ثلاثة أيام يدعوهم إلى الإسلام، فأسلم ملكهم الأصبغ بْن ثعلبة في اليوم الثالث، وأسلم معه ناس كثير من قومه، وأقام عبد الرحمن بقيتهم بالجزية، وتزوج عبد الرحمن ابنته تماضر بنت الأصبغ، ثم قدم بها المدينة، فكانت أول كلبية يتزوجها قرشي، وأنجب منها الفقيه أبي سلمة بن عبد الرحمن بن عوف.

وشهد عبد الرحمن فتح مكة، فأرسل النبي خالد بن الوليد إِلى بني جَذِيمة بعد فتح مكة، فقتل فيهم خالدٌ خَطَاءً، فودى النبي القتلى، وأَعطاهم ثمن ما أُخِذ منهم. وكان بنو جذيمة قد قتلوا في الجاهلية عوف بن عبد عوف والد عبد الرحمن بن عوف، وقتلوا الفاكه بن المغيرة، عَمَّ خالد، فقال له عبد الرحمن: «إِنما قتلتهم لأَنهم قتلوا عمك.» وقال: خالد: «إِنما قتلوا أَباك.» وأَغلظ في القول، فقال النبي: «لا تسُبُّوا أحدًا من أصحابي. فإنَّ أحدَكم لو أنفق مثلَ أُحُدٍ ذهبًا، ما أدرك مُدَّ أحدِهم ولا نَصِيفَه». ثم شهد عبد الرحمن غزوة تبوك، وصلى النبي وراء عبد الرحمن صلاة الفجر في هذه الغزوة، فعن المغيرة بن شعبة:
| عبد الرحمن بن عوف | أَنَّهُ غَزَا مَعَ رَسُولِ اللَّهِ صَلَّى اللَّهُ عَلَيْهِ وَسَلَّمَ تَبُوكَ، فَتَبَرَّزَ رَسُولُ اللَّهِ ﷺ قِبَلَ الْغَائِطِ، فَحَمَلْتُ مَعَهُ إِدَاوَةً قَبْلَ صَلَاةِ الْفَجْرِ، فَلَمَّا رَجَعَ رَسُولُ اللَّهِ ﷺ إِلَيَّ، أَخَذْتُ أُهَرِيقُ عَلَى يَدَيْهِ مِنَ الإِدَاوَةِ، وَغَسَلَ يَدَيْهِ ثَلَاثَ مَرَّاتٍ، ثُمَّ غَسَلَ وَجْهَهُ، ثُمَّ ذَهَبَ يُخْرِجُ جُبَّتَهُ عَنْ ذِرَاعَيْهِ، فَضَاقَ كُمَّا جُبَّتِهِ، فَأَدْخَلَ يَدَيْهِ فِي الْجُبَّةِ، حَتَّى أَخْرَجَ ذِرَاعَيْهِ مِنْ أَسْفَلِ الْجُبَّةِ، وَغَسَلَ ذِرَاعَيْهِ إِلَى الْمِرْفَقَيْنِ، ثُمَّ تَوَضَّأَ عَلَى خُفَّيْهِ، ثُمَّ أَقْبَلَ، فَأَقْبَلْتُ مَعَهُ، حَتَّى نَجِدُ النَّاسَ قَدْ قَدَّمُوا عَبْدَ الرَّحْمَنِ بْنَ عَوْفٍ فَصَلَّى لَهُمْ، فَأَدْرَكَ رَسُولُ اللَّهِ صَلَّى اللَّهُ عَلَيْهِ وَسَلَّمَ إِحْدَى الرَّكْعَتَيْنِ، فَصَلَّى مَعَ النَّاسِ الرَّكْعَةَ الآخِرَةَ، فَلَمَّا سَلَّمَ عَبْدُ الرَّحْمَنِ بْنُ عَوْفٍ، قَامَ رَسُولُ اللَّهِ صَلَّى اللَّهُ عَلَيْهِ وَسَلَّمَ يُتِمُّ صَلَاتَهُ، فَأَفْزَعَ ذَلِكَ الْمُسْلِمِينَ، فَأَكْثَرُوا التَّسْبِيحَ، فَلَمَّا قَضَى النَّبِيُّ صَلَّى اللَّهُ عَلَيْهِ وَسَلَّمَ صَلَاتَهُ أَقْبَلَ عَلَيْهِمْ ثُمَّ قَالَ: أَحْسَنْتُمْ، أَوَ قَالَ: قَدْ أَصَبْتُمْ يَغْبِطُهُمْ، أَنْ صَلَّوْا الصَّلَاةَ لِوَقْتِهَا. | عبد الرحمن بن عوف |

## عبد الرحمن في عهد الخلفاء الراشدين

### في عهد عمر بن الخطاب
كان لعبد الرحمن بن عوف منزلة كبيرة في عهد عمر، فكان عمر بن الخطاب يستشيره، فلمَّا حدث طاعون عمواس سنة 18 هـ؛ ثم انتشر في بلاد الشام. كان عمر بن الخطاب يريد أن يذهب للشام وقتها، فلما كان بسرغ بلغه أن الوباء قد وقع بالشام، فنصحه عبد الرحمن بن عوف بالحديث النبوي: «إذا سمعتم بهذا الوباء ببلد، فلا تقدموا عليه، وإذا وقع وأنتم فيه فلا تخرجوا فرارًا منه»، فعاد عمر وصحبه إلى المدينة المنورة.
ولمَّا فُتِحَت بلاد فارس سنة 22 هـ، اختلف الصحابة في أخذ الجزية من المجوس، فجاء عبد الرحمن بن عوف وأخبر عمر أن النبي أخذ الجزية من مجوس هجر، فأخذ عمر بشهادة عبد الرحمن، فبعث عمر بن الخطاب كاتبا لجزء بن معاوية: «أن انظر مجوس من قبلك فخذ منهم الجزية، فإن عبد الرحمن بن عوف أخبرني أن رسول الله صلى الله عليه وسلم أخذ الجزية من مجوس هجر.»
وفي سنة 23 هـ، استُخْلِفَه عمرُ بن الخطّاب على الحجّ في تلك السنة، فحَجّ عبد الرحمن بالنّاس، وحَجّ مع عمر أيضًا، وهي آخرَ حجّةٍ حَجّها عمرُ سنة ثلاث وعشرين، وأذِنَ عمر تلك السنة لأزواج النّبيّ في الحجّ، فَحُمِلْنَ في الهوادج، وبَعَثَ معهنّ عثمان بن عفّان وعبد الرّحمن بن عوف، فكان عثمان يسير على راحلته أمامهنّ فلا يَدَعُ أحدًا يدنو منّهنّ، وكان عبد الرّحمن يسير من ورائهنّ على راحلته فلا يدعَ أحدًا يدنو منهنّ، وينزلن مع عمر كلّ منزل فكان عثمان وعبد الرّحمن ينزلان بهنّ في الشّعاب فَيُقيلانهن في الشّعاب وينزلان هما في أوّل الشّعب فلا يتركان أحدًا يمُرّ عليهنّ.

### الشورى بعد وفاة عمر
فلمَّا طُعِن عمر بن الخطاب ودنت وفاته، أوصى بأن يكون الأمر شورى بعده في ستة ممن توفي النبي محمد وهو عنهم راضٍ وهم: عثمان بن عفان، علي بن أبي طالب، طلحة بن عبيد الله، الزبير بن العوام، عبد الرحمن بن عوف، وسعد بن أبي وقاص. ورفض عمر تسمية أحدهم بنفسه، وأمرهم أن يجتمعوا في بيت أحدهم ويتشاوروا، كما أمر بحضور ابنه عبد الله بن عمر مع أهل الشورى ليشير بالنصح دون أن يكون له من الأمر شيئًا، وقال لهم: «فإن رضي ثلاثة، رجلًا منهم، وثلاثة، رجلًا منهم، فحكموا عبد الله بن عمر، فأي الفريقين حكم له فليختاروا رجلاً منهم، فإن لم يرضوا بحكم عبد الله بن عمر فكونوا مع الذين فيهم عبد الرحمن بن عوف»، ووصف عبد الرحمن بن عوف بأنه مسدد رشيد، فقال عنه: «ونعم ذو الرأي عبد الرحمن بن عوف، مسدد رشيد، له من الله حافظ، فاسمعوا منه». ثم أوصى صهيب بن سنان أن يصلي بالمسلمين ثلاثة أيام حتى تنقضي الشورى. ومات عمر بن الخطاب بعد ثلاثة أيام من طعنه، ودُفن يوم الأحد أول محرم سنة 24 هـ، الموافقة لسنة 644 م، بالحجرة النبوية إلى جانب أبي بكر الصديق والنبي محمد، وكان عمره خمسًا وستين سنة. وكانت خلافته عشر سنين وستة أشهر وأربعة أيام وقيل عشر سنين وخمسة أشهر وإحدى وعشرين ليلة،
بعد الانتهاء من دفن عمر بن الخطاب ذهب أهل الشورى إلى الاجتماع في بيت عائشة بنت أبي بكر، وقيل إنهم اجتمعوا في بيت فاطمة بنت قيس الفهرية أخت الضحاك بن قيس، وعندما اجتمع أهل الشورى قال لهم عبد الرحمن بن عوف: «اجعلوا أمركم إلى ثلاثة منكم»، فقال الزبير: «جعلت أمري إلى علي»، وقال طلحة: «جعلت أمري إلى عثمان»، وقال سعد: «جعلت أمري إلى عبد الرحمن بن عوف»، وأصبح المرشحون الثلاثة علي بن أبي طالب، وعثمان بن عفان، وعبد الرحمن بن عوف، فقال عبد الرحمن: «أيكما تبرأ من هذا الأمر فنجعله إليه والله عليه والإسلام لينظرن أفضلهم في نفسه» فأسكت الشيخين، فقال عبد الرحمن بن عوف: «أفتجعلونه إليَّ والله على أن لا آلو عن أفضلكما»، قالا: «نعم».
وأخذ عبد الرحمن بن عوف يستشير المسلمين، وبعد صلاة صبح يوم البيعة (اليوم الأخير من شهر ذي الحجة 23 هـ/ 6 نوفمبر 644م) أعلن عبد الرحمن البيعة لعثمان بن عفان وقال: «أما بعد، يا علي إني قد نظرت في أمر الناس فلم أراهم يعدلون بعثمان، فلا تجعلن على نفسك سبيلاً»، فقال عبد الرحمن مخاطباً عثمان: «أبايعك على سنة الله ورسوله والخليفتين من بعده»، فبايعه عبد الرحمن وبايعه الناس المهاجرون والأنصار وأمراء الأجناد والمسلمون. يقول الذهبي معلقًا على موقف عبد الرحمن في الشورى: «ومن أفضل مناقب عبد الرحمن بن عوف عزله نفسه من الأمر وقت الشورى، واختياره للأمة من أشار به أهل الحل والعقد، فنهض في ذلك أتم نهوض على جمع الأمة على عثمان، ولو كان محابيًا فيها لأخذها لنفسه، أو لولاها ابن عمه وأقرب الجماعة إليه سعد بن أبي وقاص.»

### في عهد عثمان بن عفان
في عهد الخليفة الراشد الثالث عثمان بن عفان، كان عبد الرحمن بن عوف يحظى بمنزلة مشابهة لمنزلته في عهد عمر، ففي عام 24 هـ؛ استُخلِفَه عثمان على الحجّ في تلك السنة، فحجّ عبد الرحمن بالنّاس، وكان عبد الرحمن زاهدًا في الإمارة، فقد أرسل سعد بن أبي وقاص إلى عبد الرحمن رجلًا وهو قائم يخطب: «أن ارفع رأسك إلى أمر الناس (أي: ادع إلى نفسك)»، فقال عبد الرحمن: «ثكلتك أمك، إنه لن يلي هذا الأمر أحد بعد عمر إلا لامه الناس.» وكان عثمان يريد أن يُوصي له بالخلافة من بعده، فلمَّا اشتكى عثمان رعافًا، دعا كاتبه حمران فقال: «اكتب لعبد الرحمن العهد من بعدي»، فكتب له، وانطلق حمران إلى عبد الرحمن فقال: «البشرى!»، قال: «وما ذاك؟» قال: «إن عثمان قد كتب لك العهد من بعده.» فقام عبد الرحمن يدعو بين القبر والمنبر فقال: «اللهم إن كان من تولية عثمان إياي هذا الأمر، فأمتني قبله.» فلم يمكث إلا ستة أشهر حتى مات.

#### وفاته

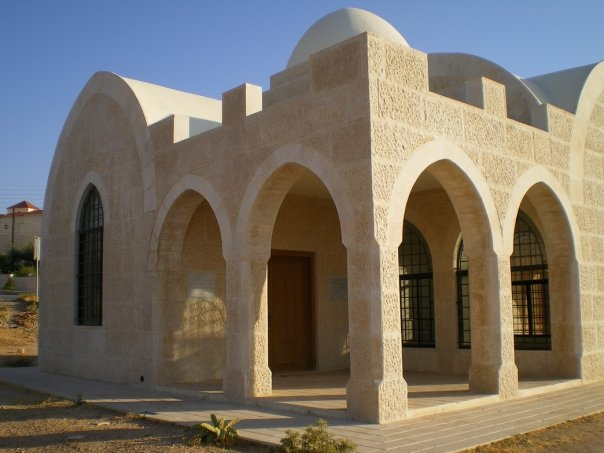
صورة لمقام يُنسَب لعبد الرحمن بن عوف في الأردن، وهو ليس ضريحًا، بل تِذكارًا يُشير إلى إقامته في هذه المنطقة.

توفي عبد الرحمن بن عوف سنة 32 هـ في خلافة عثمان بن عفان، وقيل سنة 31 هـ والأول أشهر، وهو ابن اثنتين وسبعين سنة، وَقيل أنه عاش ثمانيًا وسبعين، وَقيل خَمْسٍ وَسَبْعِينَ سَنَةً، وكان قد أَوصى لمن بقي من أهل غزوة بدر لكل رجل أَربعمائة دينار، وكانوا مائة، فأَخذوها، وأَخذها عثمان فيمن أَخذ: وأَوصى بأَلف فرس في سبيل الله. ودُفِن في البَقِيع، وصلَّى عليه عثمان بن عفان، ويقال الزبير بن العوام، وكان علي بن أبي طالب يقول في جنازته: «أَذْهَبُ عَنْكَ ابْنَ عَوْفٍ، فَقَدْ أَدْرَكْتَ صَفْوَهَا وَسَبَقْتَ رَنْقَهَا.»، وكان سعد بن أبي وقاص فيمن حمل جنازته فكان ممسكًا بقائمتي السرير وهو تحته يقول: «واجبلاه.» ورُوِى أنه أُغمي عليه قبل وفاته، ثم أفاق فقال:
| عبد الرحمن بن عوف | إِنهُ أَتَانِي مَلَكَانِ فَظَّانِ غَلِيظَانِ، فَقَالَا لِي: انْطَلِقْ نُخَاصِمْكَ إِلَى الْعَزِيزِ الْأَمِينِ، قَالَ: فَلَقِيَهُمَا مَلَكٌ، فَقَالَ: إِلَى أَيْنَ تَذْهَبَانِ، فَقَالَا: نُحَاكِمُهُ إِلَى الْعَزِيزِ الْأَمِينِ. قَالَ: خَلِّيَا عَنْهُ فَإِنَّهُ مِمَّنْ سَبَقَتْ لَهُ السَّعَادَةُ فِي بَطْنِ أُمِّهِ. | عبد الرحمن بن عوف |

ويوجد في الأردن مقام يُنسَب لعبد الرحمن بن عوف، في منطقة الجبيهة، شمال العاصمة الأردنية عمان. وهذا المقام ليس ضريحًا، بل تِذكارًا يُشير إلى إقامته في هذه المنطقة، أو مرورِه منها، وهو في بلاد الشام.

## مناقبه

### ثراؤه وكرمه

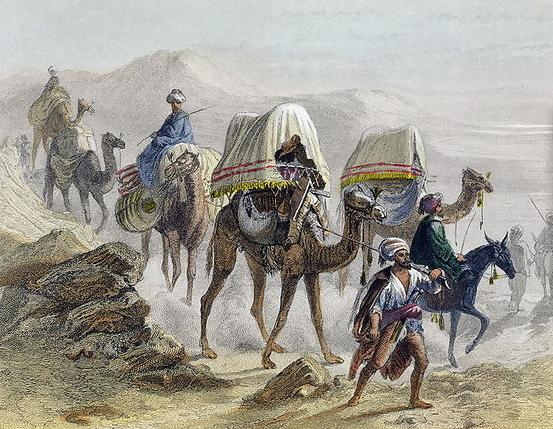
رسم لقافلة تحمل بعض جِمالها هوادج وأمتعة

اشتهر عبد الرحمن بن عوف بعظم ثروته وكان أكثر ماله من التجارة، قال أبو عمر: «كان تاجرًا مجدودًا في التجارة، وكسب مالًا كثيرًا، وخلَّف ألف بعير وثلاثة آلاف شاة، ومائة فرس ترعى بالبقيع، وكان يزرع بالجرف على عشرين ناضحًا، فكان يدخل منه قوت أهله سنة.»، ولما كثر ماله قدم له ذات يوم راحلة تحمل البر، وتحمل الدقيق والطعام، فلما دخلت المدينة سمع لأهل المدينة رَجة، وكانت عائشة بنت أبي بكر في بيتها، فقالت: «ما هذا؟» قالوا: «عير قدمت لعبد الرحمن بن عوف من الشامِ»، ويروى أن ميراثه كان من ذهب يُقسَّم بالفؤوس حتى مجلت يدي الرجال منه، وترك أربع نسوة، أخرجت كل امرأة من إرثها بثمانين ألفًا.
كما اشتهر بكثرة إنفاقه، وكثرت الأخبار في ذلك، منها أنه تصدّق بشطر ماله على عهد النبي، ثم تصدق بأربعين ألف دينار، ثم حمل على خمسمائة فرس في سبيل الله وخمسمائة راحلة، وقد باع يومًا أرضا بأربعين ألف دينار فرّقها جميعًا على أهله من بني زُهرة وأمهات المسلمين وفقراء المسلمين، ورُوى أنه أعتق ثلاثين ألف بيت. فكان طلحة بن عبد الله بن عوف يقول: «كان أهل المدينة عيالًا على عبد الرحمن بن عوف: ثلث يقرضهم ماله، وثلث يقضي دينهم، ويصل ثلثًا.» وحين وفاته أوصى بخمسين ألف دينار في سبيل الله، فكان الرجل يعطى منها ألف دينار. وأَوصى لمن بقي من أهل غزوة بدر، لكل رجل أَربعمائة دينار، وكانوا مائة، فأَخذوها، وأَخذها عثمان فيمن أَخذ: وأَوصى بأَلف فرس في سبيل الله.

### زهده
كان عبد الرحمن بن عوف يخشى من كثرة ماله، فيروي البخاري في صحيحه: «أَتَى عَبْدُ الرَّحْمَنِ بْنُ عَوْفٍ بِطَعَامٍ وَكَانَ صَائِمًا فَجَعَلَ يَبْكِي، وَقَالَ: قُتِلَ حَمْزَةُ، فَلَمْ يُوجَدْ مَا يُكَفَّنُ فِيهِ، إِلَّا ثَوْبًا وَاحِدًا، وَقُتِلَ مُصْعَبُ بْنُ عُمَيْرٍ، فَلَمْ يُوجَدْ مَا يُكَفَّنُ فِيهِ إِلَّا ثَوْبًا وَاحِدًا، لَقَدْ خَشِيتُ أَنْ يَكُونَ عُجِّلَتْ لَنَا طَيِّبَاتُنَا فِي حَيَاتِنَا الدُّنْيَا.»، ولمّا وُضِع أمامه صحفة فيها خبز ولحم؛ بكى وقال: «هَلكَ رَسُولُ اللَّهِ صَلَّى اللَّهُ عَلَيْهِ وَسَلَّمَ وَلَمْ يَشْبَعْ هُوَ وَأَهْلُ بَيْتِهِ مِنْ خُبْزِ الشَّعِيرِ، فَلا أَرَانَا أُخِّرْنَا لِمَا هُوَ خَيْرٌ لَنَا»، ويروي أهل التاريخ أنه كان متواضعًا، فلا يكاد يُعرف من بين عبيده.

### بره بزوجات النبي
كان عبد الرحمن بن عوف ينفق على أمهات المؤمنين بعد وفاة النبي، وكانت هذه من مناقبه التي جاءت في الأحاديث النبوية، فكانت عائشة وأم سلمة تقولان: «اللَّهُمَّ اسْقِ عَبْدَ الرَّحْمَنِ بْنَ عَوْفٍ مِنْ سَلْسَبِيلِ الْجَنَّةِ»، فقد أوصى لهن بحديقة بِيعَت بأربع مائة ألف. وكان يحرسهن حين سمح لهن عمر بن الخطاب بالحج سنة 23 هـ. قال الزبير بن بكار: «كَانَ عَبْدُ الرَّحْمَنِ بْنِ عَوْفٍ أَمِينَ رَسُولِ اللَّهِ صَلَّى اللَّهُ عليه وسلم على نسائه.»

## روايته للحديث
كان عبد الرحمن بن عوف مُقلًا في رواية الحديث، روى خمسة وستين حديثًا جمعها بقي بن مخلد في مسنده، وله في صحيحي البخاري ومسلم حديثان متفق عليهما، وانفرد له البخاري بخمسة أحاديث، وله في مسند أحمد بن حنبل واحد وثلاثون حديثًا، وروى عنه من الصحابة: عبد الله بن عباس، وعبد الله بن عمر بن الخطاب، وأنس بن مالك، جبير بن مطعم، وجابر بن عبد الله بن عمرو بن حرام، والمسور بن مخرمة، وعبد الله بن عامر بن ربيعة، وروى عنه بنوه: إبراهيم، وحميد، وأبو سلمة، وعمرو، ومصعب، والتابعي مالك بن أوس. ومن الأحاديث التي رواها عن النبي أنه قال: «إِنَّ اللَّهَ فَرَضَ صِيَامَ رَمَضَانَ، وَسَنَنْتُ لَكُمْ قِيَامَهُ، فَمَنْ صَامَهُ وَقَامَهُ إِيمَانًا وَاحْتِسَابًا، خَرَجَ مِنْ ذُنُوبِهِ كَيَوْمِ وَلَدَتْهُ أُمُّهُ.»

## منزلته

### عند أهل السنة والجماعة
يعد عبد الرحمن بن عوف من الشخصيات المُبجَّلة في الإسلام خاصةً عند أهل السنة والجماعة، حيث يعد من السّابقين الأوّلين إلى الإسلام، وأحد الثمانية الذين سبقوا بالإسلام، وأحد العشرة المبشرين بالجنة، ومن المهاجرين الأولين في الهجرتين جميعًا، ممن حضر غزوة بدر وبيعة الرضوان، وصلى النبي خلفه في غزوة تبوك، وكان كثير الإنفاق في سبيل الله، وكان بارًا بأمهات المؤمنين بعد وفاة النبي، وأنه عزل نفسه من الأمر وقت الشورى واختيار من أشار به أهل الحل والعقد، وقد وردت أحاديث وآثار عديدة تبين فضل عبد الرحمن ومكانته، منها:
- عن عبد الرحمن بن عوف عن النبي أنه قال:[معلومة 6][69] | عبد الرحمن بن عوف | أبو بكر في الجنة، وعمر في الجنة، وعثمان في الجنة، وعلي في الجنة، وطلحة في الجنة، والزبير في الجنة، وعبد الرحمن بن عوف في الجنة، وسعد بن أبي وقاص في الجنة، وسعيد بن زيد في الجنة وأبو عبيدة بن الجراح في الجنة. | عبد الرحمن بن عوف |
- عن أبي سعيد الخدري:[39] | عبد الرحمن بن عوف | كان بين خالدِ بنِ الوليدِ وبين عبدِالرحمنِ بنِ عوف شيءٌ، فسبَّه خالدٌ، فقال رسولُ اللهِ صلَّى اللهُ عليه وسلَّمَ: "لا تسُبُّوا أحدًا من أصحابي، فإنَّ أحدَكم لو أنفق مثلَ أُحُدٍ ذهبًا، ما أدرك مُدَّ أحدِهم ولا نَصِيفَه". | عبد الرحمن بن عوف |
- عن أم سلمة:[معلومة 7][1] | عبد الرحمن بن عوف | سَمِعْتُ رَسُولَ اللَّهِ صَلَّى اللَّهُ عَلَيْهِ وَسَلَّمَ يَقُولُ لأَزْوَاجِهِ: "إِنَّ الَّذِي يَحْنُو عَلَيْكُمْ بَعْدِي لَهُوَ الصَّادِقُ الْبَارُّ، اللَّهُمَّ اسْقِ عَبْدَ الرَّحْمَنِ بْنَ عَوْفٍ مِنْ سَلْسَبِيلِ الْجَنَّةِ. | عبد الرحمن بن عوف |
- عن عائشة بنت أبي بكر:[63] | عبد الرحمن بن عوف | قال رسول الله صلى الله عليه وآله وسلم: "لا يحنو عليكن من بعدي إلا الصابرون، سقى الله ابن عوف من سلسبيل الجنة". | عبد الرحمن بن عوف |
- عن عبد الرحمن بن عوف قال:[70] | عبد الرحمن بن عوف | قطع لي رسول الله صَلَّى الله عليه وسلم، أرضًا بالشّأم يقال لها السّليل فتوفّي النّبيّ صَلَّى الله عليه وسلم، ولم يكتب لي بها كتابًا وإنّما قال لي: "إذا فَتَحَ الله علينا الشّأم فهيَ لَكَ". | عبد الرحمن بن عوف |
- عن المسور بن مخرمة قال:[71] | عبد الرحمن بن عوف | بينما أنا أسير في رَكْبٍ بين عثمان وعبد الرّحمن بن عوف وعبد الرّحمن قُدّامي عليه خَميصة سوداء، فقال عثمان: مَنْ صاحب الخميصة السوداء؟ قالوا: عبد الرّحمن بن عوف، فناداني عثمان: يا مسْوَرُ، فقلتُ: لبّيك يا أمير المؤمنين، فقال: مَنْ زعم أنّه خير من خالك في الهجرة الأولى وفي الهجرة الآخرة فقد كَذَبَ. | عبد الرحمن بن عوف |
- قال ابن حجر العسقلاني:[72]

### عند الشيعة الاثنا عشرية
لا يختلف موقف الشيعة الاثنا عشرية من عبد الرحمن بن عوف عن موقفهم تجاه العشرة المبشرين بالجنة، حيث يرى الشيعة بطلان حديث العشرة المبشرين بالجنة وينفونه، وأنه وهب الخلافة لعثمان بن عفان لأنه صهره، وانحرف عن بيعة علي بن أبي طالب، كما تروي كتب الشيعة أنه لمّا بايع عليّ عثمانًا أتاه عبد الرحمن بن عوف فاعتذر إليه وقال: «إن عثمان أعطانا يده ويمينه ولم تفعل أنت، فأحببت أن أتوثق للمسلمين فجعلتها له. فقال له علي: إيهًا عنك إنّما آثرته بها لتنالها بعده، دقّ الله بينكما عطر منشم» كما يقول الكاشاني أن عبد الرحمن بن عوف قارون هذه الأمة.

## أسرته

### زوجاته

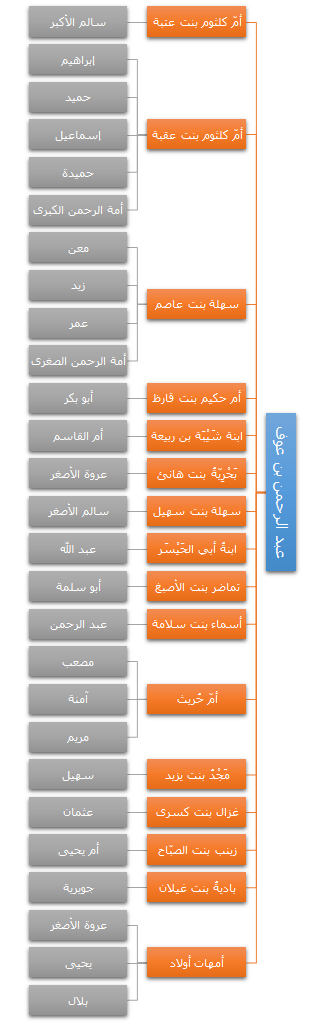
شجرة أبناء وزوجات عبد الرحمن بن عوف

ذكر محمد بن سعد البغدادي في طبقاته خمس عشرة زوجة وأَمة لعبد الرحمن بن عوف، غير أمهات الأولاد المُبهَمة، وهن:
- أمّ كلثوم بنت عتبة بن ربيعة بن عبد شمس، هي خالة معاوية بن أبي سفيان،[76] وأمّها بنت حارثة بن الأَوْقَص، تزوجها عبد الرحمن في الجاهلية، فولدت له سالمًا الأكبر.[77]
- أمّ كلثوم بنت عُقبة بن أبي مُعيط، أسلمت بمكة وبايعت، ولم يتهيأ لها هجرة إلى سنة 7 هـ في زمن الهدنة بعد صلح الحديبية، فخرج وراءها أخواها الوليد وعمارة فقدما المدينة، وطلبا من النبي أن يردها لهم، فقالت: «أتردني يا رسول الله إلى الكفار يفتنوني عن ديني ولا صبر لي، وحال النساء في الضعف ما قد علمت؟» فنزلت الآية: ﴿يَا أَيُّهَا الَّذِينَ آمَنُوا إِذَا جَاءَكُمُ الْمُؤْمِنَاتُ مُهَاجِرَاتٍ فَامْتَحِنُوهُنَّ﴾، ولم يكن لأم كلثوم بمكة زوج فتزوجها زيد بن حارثة، ثم طلقها، فتزوجها عبد الرحمن بن عوف؛ فولدت له: إبراهيم، وحميدًا، وإسماعيل، وحَميدة، وأمَةُ الرّحمن، فلما توفي عبد الرحمن تزوجها عمرو بن العاص؛ فتوفيت عنده في خلافة علي.[78][79]
- أم حبيبة بنت جحش، وقيل: حبيبة بنت جحش وقيل بل: أم حبيب بنت جحش، هي بنت عمة النبي محمد، وأخت أم المؤمنين زينب بنت جحش وعبد الله بن جحش، أمها أميمة بنت عبد المطلب، ولَم تلد لعبد الرحمن بن عوف شيئًا.[80]
- سَهْلَةُ بنت عاصم بن عديّ، ولدت بحنين يوم فتح مكة، فسماها النبي سهلة، وقال: «سهل الله أمركم»، وضرب لها بسهم، تزوجها عبد الرحمن بن عوف،[81] وأنجبت له مَعْن وعُمَرُ وزيد وأمَةُ الرّحمن الصغرى.
- أم حكيم بنت قارظ بن خالد بن عبيد بن سويد بن قارظ، من بني ليث حلفاء بني زهرة، كان عبد الرحمن وليها، فقالت له: «إنه قد خطبني غير واحد فزوجني أيهم رأيتَ.» قال: «وتجعلين ذلك إليَّ؟» فقالت: «نعم.» قال: «قد تزوجتك»،[82] فتزوجها عبد الرحمن وأنجبت له أبا بكر.
- ابنة شَيْبَة بن ربيعة بن عبد شمس، تزوجها عبد الرحمن وأنجبت له أم القاسم.
- بَحْرِيّةُ بنت هانئ بن قبيصة بن هانئ بن مسعود بن أبي ربيعة، من بني شيبان، تزوجها عبد الرحمن وأنجبت له عروة الأكبر.
- سَهْلَةُ بنت سُهيل بن عمرو، أسلمت قديمًا بمكّة وبايعت،[83] وهاجرت إلى أرض الحبشة الهجرتين جميعًا مع زوجها أبي حُذَيْفة بن عُتبة بن ربيعة بن عَبْد شَمْس، ثم تزوجها عبد الله بن الأسود بعد وفاة أبي حذيفة، ثم تزوجها شمّاخ بن سعيد بن قائف، ثم تزوجها عبد الرحمن بن عوف وولدت له سالم الأصغر.[84]
- ابنةُ أبي الحَيْسَر بن رافع بن امرئ القيس بن زيد بن عبد الأشهل، من الأوس من الأنصار، هي أول من تزوج عبد الرحمن بعد هجرته إلى المدينة، حين أصدقها بنواة من ذهب فقال له النبي: «أولم ولو بشاه!»،[85] وأنجبت له عبد الله.
- تُماضرُ بنت الأصبغ، هي ابنة الأَصْبَغ بن عَمْرو ملك بني كلب، تزوجها عبد الرحمن بن عوف بأمر من النبي حين بعثه على سرية إلى دومة الجندل، فكانت أول كلبية يتزوجها قرشي، وأنجبت له أبي سلمة، طلقها قبل وفاته، ثم تزوجها الزبير بن العوام.[38]
- أسماء بنت سلامة بن مُخَرّبَةَ بن جندل بن نهشل بن دارم، أنجبت له عبد الرحمن.
- أمّ حُريث، من سبيِ بَهْرَاءَ، أنجبت له مُصْعَب وآمنةُ ومريم.
- مَجْدُ بنت يزيد بن سلامَة ذي فائش الحمْيَرِيّة، أنجبت له سهيل.
- غزال بنت كسرى، أمّ ولَدٍ من سبى سعد بن أبي وقّاص يومَ المدائن، أنجبت له عثمان.
- زينب بنت الصبّاح بن ثعلبة بن عوف بن شبيب بن مازن، مِنْ سبي بَهْرَاءَ أيضًا، أنجبت له أم يحيى.
- باديةُ بنت غيلان بن سَلَمَةَ بن مُعتِّبِ الثَّقَفيّ، أنجبت له جويرية.

### أبناؤه
أبناؤه الذكور هم:
| - سالم الأكبر، وأمه أمّ كلثوم بنت عُتبة بن ربيعة، ولد في الجاهلية ومات قبل الإسلام. - محمد، وأمه أمّ كلثوم بنت عُقبة بن أبي مُعيط، ولد على عهد النبي، وبه يُكنى والده. - إبراهيم، وأمه أمّ كلثوم بنت عُقبة بن أبي مُعيط، تابعي، وأحد رواة الحديث النبوي، كان إبراهيم من المدافعين عن عثمان بن عفان حين حوصر في داره. توفي سنة 96 هـ. - حميد، وأمه أمّ كلثوم بنت عُقبة بن أبي مُعيط، تابعي، وأحد رواة الحديث النبوي، توفي سنة 95 هـ، قال الذهبي: «كان فقيهًا، نبيلاً، شريفًا»، قال الواقدي: «كان ثقة، كثير الحديث». - إسماعيل، وأمه أمّ كلثوم بنت عُقبة بن أبي مُعيط. - مَعْن، وأمه سَهْلَةُ بنت عاصم بن عديّ. - عُمَرُ، وأمه سَهْلَةُ بنت عاصم بن عديّ. - زيد، وأمه سَهْلَةُ بنت عاصم بن عديّ. - عروة الأكبر، وأمه بَحْرِيّةُ بنت هانئ بن قبيصة، قُتل يوم فتح إفريقية. - سالم الأصغر، وأمه سَهْلَةُ بنت سُهيل بن عمرو، قُتل يوم فتح إفريقية. - أبو بكر، وأمه أمّ حكيم بنت قارظ. | - عبد الله، وأمه ابنةُ أبي الحَيْسَر بن رافع بن امرئ القيس، كنيته أبو عثمان، قُتل يوم فتح إفريقية. - أبو سلمة، وهو عبد الله الأصغر، وأمه تُماضرُ بنت الأصبغ، تابعي، وأحد رواة الحديث النبوي، وأحد فقهاء المدينة السبعة من التابعين، حين تولّى سعيد بن العاص إمرة المدينة في ولايته الأولى سنة 48 هـ، اختار أبا سلمة قاضيًا عليها، فظل على قضائها إلى أن عُزل سعيد سنة 54 هـ. - عبد الرحمن، وأمه أسماء بنت سلامة بن مُخَرّبَةَ. - مصعب، وأمه أمّ حُريث من سبيِ بَهْرَاءَ، تابعي، وأحد رواة الحديث النبوي، وكان ثقة قليل الحديث، قُتِل مصعب في حصار مكة مع عبد الله بن الزبير في سنة 64 هـ. - سهيل، وهو أبو الأبيض، وأمه مَجْدُ بنت يزيد بن سلامَة. - عثمان، وأمه غزال بنت كسرى أمّ ولَدٍ من سبى سعد بن أبي وقّاص يومَ المدائن. - عروة الأصغر، وأمه أم ولد مبهمة. - يحيى، وأمه أم ولد مبهمة. - بلال، وأمه أم ولد مبهمة. |

وأبناؤه الإناث هن:
| - أم القاسم، وأمها بنت شَيْبَة بن ربيعة ابن عبد شمس، وُلدت في الجاهليّة قبل الإسلام. - حميدة، وأمها أمّ كلثوم بنت عُقبة بن أبي مُعيط. - أمة الرحمن، وأمها أمّ كلثوم بنت عُقبة بن أبي مُعيط. - أمة الرحمن الصغرى، وأمها سَهْلَةُ بنت عاصم بن عديّ. | - آمنة، وأمها أمّ حُريث من سبيِ بَهْرَاءَ. - مريم، وأمها أمّ حُريث من سبيِ بَهْرَاءَ. - أم يحيى، وأمها زينب بنت الصبّاح بن ثعلب. - جُويرية، وأمها باديةُ بنت غيلان بن سَلَمَةَ. |

## في السينما والتلفزيون
- 2010: مسلسل القعقاع بن عمرو التميمي عن قصة حياة القعقاع بن عمرو التميمي بطولة سلوم حداد. وقام بدور عبد الرحمن بن عوف الممثل نجاح سفكوني.[95]
- 2012: مسلسل عمر عن قصة حياة عمر بن الخطاب بطولة سامر إسماعيل. وقام بدور عبد الرحمن بن عوف الممثل أحمد منصور.[96]
- 2010: مسلسل رايات الحق عن فترة حكم أبي بكر الصديق وعمر بن الخطاب. وقام بدور عبد الرحمن بن عوف الممثل عبد الرحمن أبو القاسم.[97]

### معلومات
1. ↑  أعْيَنُ: من اتّسعت عيناه وحسُنت(معجم المعاني الجامع، أعين) نسخة محفوظة 12 أكتوبر 2016 على موقع واي باك مشين.
2. ↑  الأقنى من الأنوف: الذي ارتفع أعلاه واحدودب وسطه وضاق منخراه(معجم المعاني الجامع، أقنى) نسخة محفوظة 12 أكتوبر 2016 على موقع واي باك مشين.
3. ↑  الْجَنَأُ: انْحِنَاءٌ يَسِيرٌ فِي الْعُنُقِ(سير السلف الصالحين لإسماعيل بن محمد الأصبهاني، جـ 1، صـ 251) نسخة محفوظة 22 سبتمبر 2016 على موقع واي باك مشين. [وصلة مكسورة]
4. ↑  رَجُلٌ أهْتَمُ: مَنِ انْكَسَرَتْ أسْنَانُ مُقَدَّمِ فَمِهِ مِن أُصُولِهَا(معجم المعاني الجامع، اهتم) نسخة محفوظة 12 أكتوبر 2016 على موقع واي باك مشين.
5. ↑  هَجْر: قال الطيبي: اسم بلد باليمن يلي البحرين واستعماله على التذكير والصرف. وقال في القاموس: هجر محركة بلد باليمن بينه وبين عثر يوم وليلة مذكر مصروف وقد يؤنث ويمنع، واسم لجميع أرض البحرين وقرية كانت قرب المدينة ينسب إليها القلال وتنسب إلى هجر اليمن.(تحفة الأحوذي شرح سنن الترمذي، حديث رقم 1586) نسخة محفوظة 19 سبتمبر 2016 على موقع واي باك مشين.
6. ↑  رواه الترمذي في سننه عن عبد الرحمن بن عوف، رقم: 3680.، ورواه ابن حجر العسقلاني في كتابه تخريج مشكاة المصابيح، عن عبد الرحمن بن عوف، ج5، ص436، ورواه السيوطي في كتابه الجامع الصغير، رقم: 73، عن عبد الرحمن بن عوف وسعيد بن زيد، وقال عنه: صحيح، رواه أحمد بن حنبل في مسنده عن عبد الرحمن بن عوف، ج3، ص136، وصححه أحمد شاكر، ورواه النسائي في كتابه السنن الكبرى عن عبد الرحمن بن عوف وسعيد بن زيد، رقم:8193، و8194.
7. ↑  رواه الحاكم في المستدرك (3/351)، وقال: صح الحديث عن عائشة وأم سلمة، ووافقه الذهبي، وقال الشوكاني في "در السحابة صـ 190": إسناده رجاله ثقات، وصححه الألباني في "السلسلة الصحيحة" (1594).

## وصلات خارجية
- رجال حول الرسول - عبد الرحمن بن عوف، محمد راتب النابلسي، بتاريخ: 1992-11-02.
- عبد الرحمن بن عوف | موقع قصة الإسلام - إشراف راغب السرجاني.
- قصة عبد الرحمن بن عوف، موقع موضوع.
- عبد الرحمن بن عوف الزهري - مجلة البحوث الإسلامية.
- ترجمة عبد الرحمن بن عوف، شبكة الألوكة.
- الغني الشاكر: عبد الرحمن بن عوف، موقع الكلم الطيب.
- الصحابي عبد الرحمن بن عوف، موقع الحميد.